# Max Zimmermann (Footballspieler)
Max Earvin Zimmermann (* 14. Februar 1994 in Berlin) ist ein deutscher American- und Canadian-Footballspieler.

## Karriere
Zimmermann spielte in seiner Jugend Fußball. Sein Bruder Paul begeisterte ihn schließlich für American Football. Max Zimmermann begann seine Karriere 2012 bei der U19-Mannschaft der Berlin Adlern. Nach zwei Jahren spielte er im Herrenteam in der German Football League. Nach dem GFL-Abstieg der Adler 2017 wechselte er zu den Potsdam Royals, mit denen er 2018 den EFL Bowl gewann, das Finale des damals zweithöchsten europäischen Wettbewerbs: der European Football League. Zudem spielte er in der deutschen American-Football-Nationalmannschaft.
Anfang 2018 nahm Zimmermann auf eigene Kosten an einem Trainingscamp in Miami teil. Seine Hoffnung, von einem NFL-Scout entdeckt zu werden, erfüllten sich jedoch nicht. Auf Vorschlag des AFVD nahm Zimmermann 2019 am CFL Combine teil. Anschließend wurde er im European Draft der CFL von den Saskatchewan Roughriders gezogen und unter Vertrag genommen. Bei den Roughriders verbrachte er die meiste Zeit im Practice Squad. Am 13. Juni 2019 hatte Zimmermann seinen ersten und einzigen Einsatz in der CFL. Die Saison 2020 der CFL fiel wegen der Covid-19-Pandemie aus. Zimmermann verbrachte die Spielzeit bei den Kuopio Steelers, mit denen er finnischer Meister wurde. Auch 2021 war Zimmermann im Practice Squad der Roughriders, bis er am 21. Juni 2021 entlassen wurde.
Bereits im Vorfeld der Saison 2021 war Zimmermann bei den Berlin Adlern als Coach tätig. Nach seiner Entlassung bei den Roughriders kehrte er auch als Spieler zurück. Mit den Adlern gewann er 2021 die Meisterschaft der GFL 2 Nord. In der GFL zog Zimmermann mit den Adlern 2022 in die Playoffs ein.
Zur Saison 2023 wechselt Zimmermann zur Berlin Thunder in der European League of Football (ELF).

## Statistiken
| Jahr                                           | Team           | Spiele | Receiving | Receiving | Receiving | Receiving | Receiving |     | Kick Returns | Kick Returns | Kick Returns | Kick Returns | Kick Returns |     | Punt Returns | Punt Returns | Punt Returns | Punt Returns | Punt Returns |
| Jahr                                           | Team           | Spiele | Rec       | Yds       | Avg       | TD        | Lng       | Ret | Yds          | Avg          | TD           | Lng          | Ret          | Yds | Avg          | TD           | Lng          |              |              |
| ---------------------------------------------- | -------------- | ------ | --------- | --------- | --------- | --------- | --------- | --- | ------------ | ------------ | ------------ | ------------ | ------------ | --- | ------------ | ------------ | ------------ | ------------ | ------------ |
| German Football League / 2                     |                |        |           |           |           |           |           |     |              |              |              |              |              |     |              |              |              |              |              |
| 2014                                           | Berlin Adler   | 7      | 11        | 222       | 20,2      | 1         | 50        |     | 0            | 0            | 0            | 0            | 0            |     | 0            | 0            | 0            | 0            | 0            |
| 2015                                           | Berlin Adler   | 1      | 7         | 35        | 5,0       | 0         | 14        | 0   | 0            | 0            | 0            | 0            | 0            | 0   | 0            | 0            | 0            |              |              |
| 2016                                           | Berlin Adler   | 3      | 3         | 23        | 7,7       | 0         | 8         | 7   | 154          | 22,0         | 0            | 30           | 0            | 0   | 0            | 0            | 0            |              |              |
| 2017                                           | Berlin Adler   | 9      | 41        | 530       | 12,9      | 4         | 52        | 15  | 393          | 26,2         | 0            | 56           | 5            | 95  | 19,0         | 0            | 42           |              |              |
| 2018                                           | Potsdam Royals | 11     | 33        | 644       | 19,5      | 9         | 73        | 5   | 96           | 19,2         | 0            | 37           | 2            | 76  | 38,0         | 1            | 71           |              |              |
|                                                |                |        |           |           |           |           |           |     |              |              |              |              |              |     |              |              |              |              |              |
| 2021                                           | Berlin Adler   | 8      | 40        | 640       | 16,0      | 10        | 56        | 1   | 23           | 23,0         | 0            | 23           | 3            | 61  | 20,3         | 0            | 46           |              |              |
| 2022                                           | Berlin Adler   | 11     | 53        | 935       | 17,6      | 11        | 50        | 14  | 355          | 25,4         | 0            | 52           | 4            | 104 | 26,0         | 0            | 44           |              |              |
| GFL Gesamt                                     | GFL Gesamt     | 50     | 188       | 3.029     | 16,1      | 35        | 73        | 42  | 1.021        | 24,3         | 0            | 56           | 14           | 336 | 24,0         | 1            | 71           |              |              |
| European League of Football                    |                |        |           |           |           |           |           |     |              |              |              |              |              |     |              |              |              |              |              |
| 2023                                           | Berlin Thunder | 10     | 45        | 432       | 9,6       | 3         | 40        |     | –            | –            | –            | –            | –            |     | –            | –            | –            | –            | –            |
| ELF Gesamt                                     | ELF Gesamt     | 10     | 45        | 432       | 9,6       | 3         | 40        | –   | –            | –            | –            | –            | –            | –   | –            | –            | –            |              |              |
| Quelle: stats.gfl.info, sportsmetrics.football |                |        |           |           |           |           |           |     |              |              |              |              |              |     |              |              |              |              |              |